# Nueva Nambu M57
Las Nueva Nambu M57 (ニューナンブM57?) fueron una serie de pistolas semiautomáticas japonesas diseñadas por Industrias Shin-Chuō, que más tarde se fusionó con Minebea. Se les llamó "Nueva Nambu" en honor a Kijirō Nambu, un importante diseñador de armas de fuego y fundador de Industrias Shin-Chuō.

## Historia
Antes y durante la Segunda Guerra Mundial, Japón produjo pistolas semiautomáticas como la Nambu Tipo 14, la Nambu Tipo 94 (diseñadas por Kijirō Nambu) y la Hamada. Pero después de la rendición de Japón se detuvo cualquier desarrollo de armas cortas. Por lo tanto, los agentes de policía y el personal de las Fuerzas Armadas fueron equipados con armas cortas de fabricación estadounidense. Debido a la política de protección al crecimiento industrial, el Ministerio de Comercio Internacional e Industria de Japón (MCII) se orientó hacia la producción local de armas cortas para la Policía y las Fuerzas Armadas.
Su desarrollo se inició en 1957 por las Industrias Shin-Chuō, bajo la dirección del MCII para promover la producción local de armas cortas. Se promovió en paralelo y al mismo tiempo el desarrollo de tres armas cortas: pistolas semiautomáticas de 7,65 mm, pistolas semiautomáticas de 9 mm y revólveres de 9 mm. Las pistolas semiautomáticas fueron completadas como las Nueva Nambu M57 y el revólver fue completado como el Nuevo Nambu M60.
El desarrollo de las pistolas terminó en 1958, pero nunca entraron en servicio debido a problemas de interoperatividad entre las Fuerzas Armadas de Japón y las Fuerzas Armadas de los Estados Unidos. En la década de 1970, las Fuerzas Armadas de Japón reiniciaron las evaluaciones y pruebas de pistolas semiautomáticas de 9 mm junto a Estados Unidos. Minebea, la empresa sucesora de Industrias Shin-Chuō, desarrolló una versión modificada de la Nueva Nambu M57A para las pruebas. Esta versión fue la Nueva Nambu M57A1, pero las Fuerzas Armadas de Japón eligieron la SIG Sauer P220.
Se compraron pequeños lotes de pistolas Nueva Nambu M57A y Nueva Nambu M57B a fin de mantener la capacidad productiva y la experiencia de fabricación de armas cortas en Japón, pero nunca fueron suministradas a las Fuerzas Armadas ni a cualquier agencia policial.

## Variantes
La Nueva Nambu M57A fue una pistola que sería destinada a las Fuerzas Armadas y la Guardia Costera de Japón, siendo básicamente una versión de 9 mm de la M1911A1 estadounidense. La M1911A1 fue la pistola estándar de las Fuerzas Armadas de Japón, pero su retroceso era demasiado fuerte para personas con manos pequeñas, como las del japonés promedio, por lo que fue necesario una versión de menor calibre.
La Nueva Nambu M57A1 fue una versión mejorada de la Nueva Nambu M57A, en un intento de ser aceptada por las Fuerzas Armadas de Japón como su arma auxiliar estándar, pero perdió ante la SIG-Sauer P220 en 1982.
La Nueva Nambu M57B era una pistola semiautomática compacta que sería destinada a la policía ferroviaria y a la policía aeroportuaria, basada en la FN Modelo 1910. Su mecanismo de disparo por percutor lanzado fue reemplazado por uno accionado mediante martillo interno.

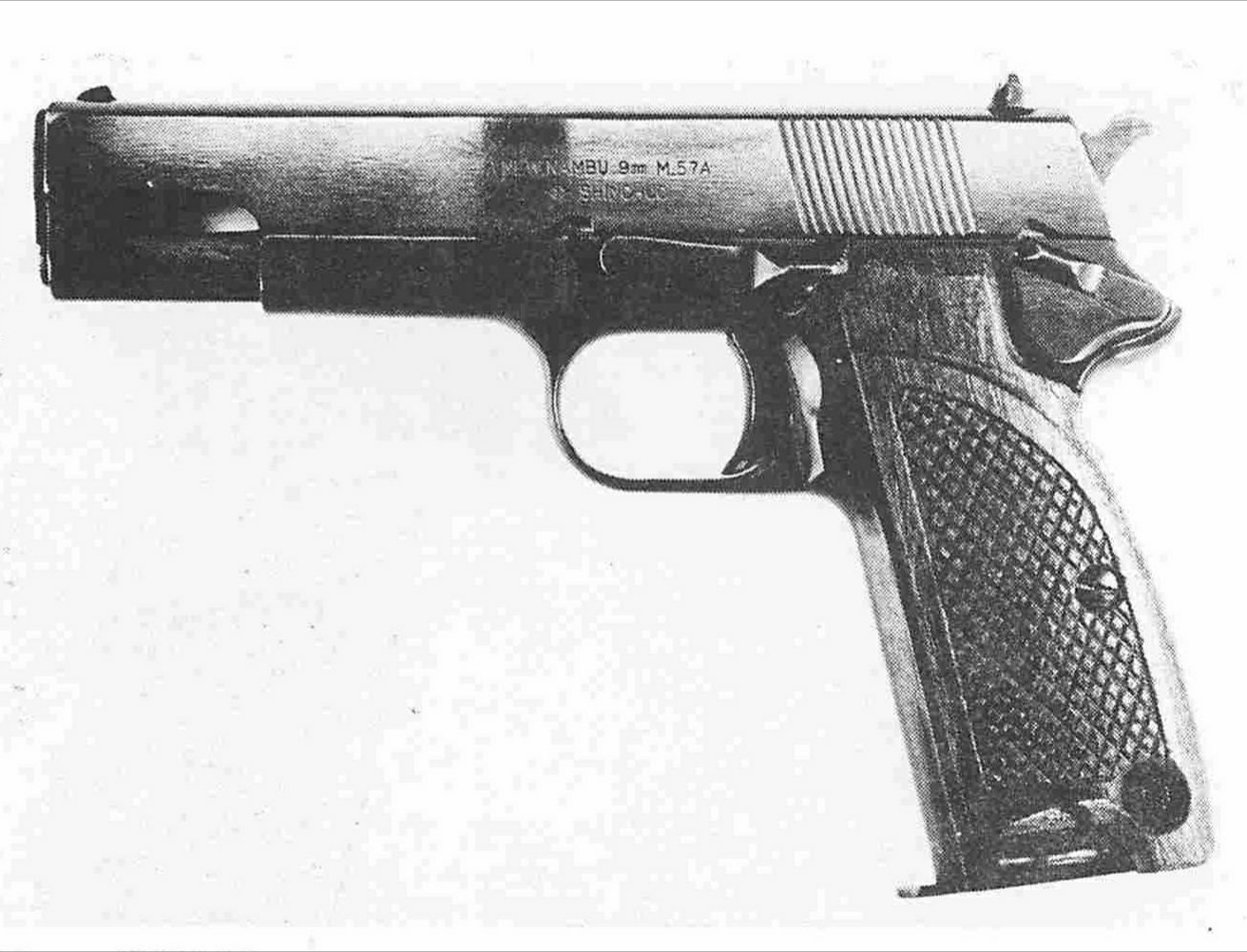
Nueva Nambu M57A.
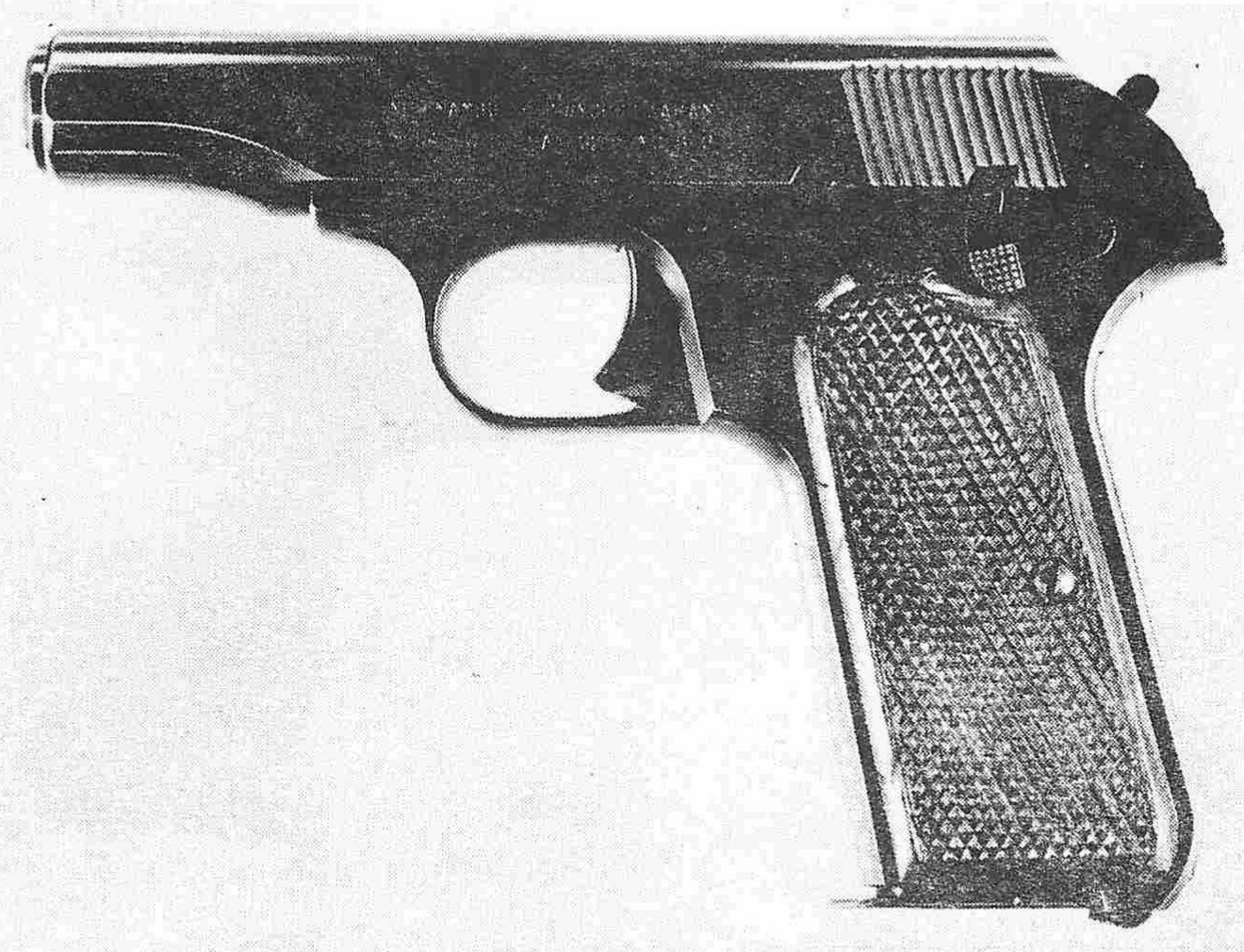
Nueva Nambu M57B.